# José María Lima
José María Lima (Ceiba, 1934 - ibídem, 26 de abril de 2009) fue un poeta puertorriqueño.

## Biografía
Estudió biología, artes plásticas, teatro y matemáticas en Berkeley. También estudió arquitectura en Harvard. Fue profesor de matemáticas en la Universidad de Puerto Rico durante los conflictos de los años sesenta.
En el año 1963 viaja a Cuba donde se relaciona con otros artistas y se declara marxista. El poeta sufrió persecución política que más tarde repercutió en su enfermedad mental.
Por muchos años su poesía estuvo guardada. Sus poemas se hallaban esparcidos por distintos periódicos del país. En el 1982, el poeta y editor José Ramón Meléndes publicó sus poemas bajo el título: La sílaba en la piel.
Fue esposo de la fallecida poeta puertorriqueña Ángela María Dávila con quien publicó en el 1966 Homenaje al ombligo. Más tarde, Elidio La Torre Lagares publica nuevamente un libro titulado: Poemas de la muerte que contiene poemas publicados en La sílaba en la piel y algunos nuevos.

## Legado
La poesía de José María Lima tiene una carga poética y filosófica significativa. El primer trabajo completo en forma de libro sobre la obra poética de José María Lima quedó plasmado en el libro de la escritora puertorriqueña Zoé Jiménez Corretjer y se titula: "Lógicas del extravío: Anatomía existencial en la poesía de José María Lima". San Juan: Ediciones Puerto, 2010. En este libro se amplían los estudios formales de la poesía de Lima desde los ángulos estéticos, históricos, míticos y filosóficos. En este estudio también se compila una amplia bibliografía sobre los eventos políticos del poeta durante los años 60 y 70, una bibliografía del autor y una bibliografía de los ensayos sobre su obra poética.

## Poemarios de José María Lima
- Homenaje al ombligo. San Juan: Quease, 1966.
- La sílaba en la piel. San Juan: Quease, 1982.
- Poemas de la muerte. San Juan: Terranova, 2009.